# Oxygoniola
Oxygoniola chamaeleon es una especie de coleóptero adéfago de la familia Carabidae. Es el único miembro del género monotípico Oxygoniola.